# Conophytum ficiforme
Conophytum ficiforme är en isörtsväxtart som beskrevs av Nicholas Edward Brown. Conophytum ficiforme ingår i släktet Conophytum, och familjen isörtsväxter. Inga underarter finns listade i Catalogue of Life.